# Zájmové sdružení právnických osob
Zájmové sdružení právnických osob je forma právnické osoby podle dřívějšího českého občanského zákoníku, kterou vytvářely jiné právnické osoby za účelem ochrany svých zájmů nebo pro dosažení jiného cíle, např. výdělečného. Existují i nadále, ačkoli od roku 2014 již nemohou nová vznikat. 
Členy zájmového sdružení mohou být pouze právnické osoby. Zakládaly se písemnou zakladatelskou smlouvou, případně schválením založení na ustavující členské schůzi (dokladem pak byl zápis ze schůze), právní subjektivitu však zájmové sdružení nabývalo až zápisem do registru sdružení vedeného u krajského úřadu příslušného podle sídla sdružení. K zápisu bylo také třeba předložit již schválené stanovy, které určovaly název, sídlo, předmět činnosti, orgány sdružení a další zákonem požadované náležitosti. Za nesplnění svých povinností zájmové sdružení odpovídá pouze svým majetkem (nikoliv majetkem svých členů). Před zánikem zájmového sdružení je třeba provést likvidaci, ledaže jmění přejde na právního nástupce.
Takovým nástupcem může být již jen spolek, který nový občanský zákoník vzhledem k obdobnému charakteru zájmového sdružení upřednostnil před ostatními formami právnických osob. Stále existující zájmové skupiny se prezentují jako profesní sdružení, unie, profesní organizace, komory apod.

## Aktivní zájmová sdružení
- „Asociace“[3]
  - Asociace provozovatelů mobilních sítí[4]
- Fóra
  - Fórum pro integraci (Forint)[5]
  - Forum zdraví podporujících organizací ČR[6]
- „Sdružení“[7]
- „Spolky“[8]
- „Svazy“, „svazky“[9]